# レラ・チセ
レラ・チセは、日本の東京都内にかつて存在したアイヌ料理店。

## 概要
店名はアイヌ語で「風の家」の意味である。
首都圏在住のアイヌ団体、レラの会が、自分たちの集まる拠点であり、アイヌ文化を広めるための場所としてレストランの設立を構想し、1993年の「国際先住民年」を契機として、全国からの募金を集める運動を開始、1994年に東京都新宿区の西早稲田で開業する。初代店長はレラの会会長の佐藤タツエ。
2000年に東京都中野区新井に自前のビルを建設し、移転する。
アイヌ料理の店であるが、伝統的なアイヌ料理だけでなく、北海道の郷土料理や、鹿肉やギョウジャニンニクなど、アイヌの伝統的食材を使った創作料理も出していた。エゾ鹿のステーキや鮭の背わたの塩漬け「メフン」、いも団子「イモシト」がメニューにあった。鹿肉カレーや鮭カレー、熊肉の焼肉を食べられることもあった。アイヌ文化講座やアイヌ語教室の開催など、首都圏のアイヌ文化継承の拠点となった。アイヌや沖縄などのライブも時々行われた。
中野区新井の店は3階建てで、儀式を行うためのいろりが2階にあった。かつては、昼と夜の営業が行われたときもあったが、全体を通して午後6時からの営業となっていた。不況の中で売上が減少し赤字経営が続いた。
2009年11月7日閉店した。
なお、2011年5月22日、『レラ・チセ』に開店当初より携わっていた母子（宇佐タミエ・宇佐照代）により、アイヌ料理店『ハルコロ』が大久保に開業する。

## 関連書籍
- レラの会編『レラ・チセへの道―こうして東京にアイヌ料理店ができた』現代企画室、1997年 ISBN 978-4773897043
- 宇井眞紀子『アイヌときどき日本人』社会評論社、2001年 ISBN 978-4784514168
- 関口由彦『首都圏に生きるアイヌ―対話の地平から』草風館、2007年 ISBN 978-4883231799